# Nastassja Padalinskaja
Nastassja Padalinskaja (belarussisch Настасся Падалінская, engl. Transkription Nastassia Padalinskaya; * 3. November 1982 in Wizebsk) ist eine belarussische Langstreckenläuferin, die sich auf den Marathon spezialisiert hat.
Bei den Halbmarathon-Weltmeisterschaften kam sie 2004 in Neu-Delhi auf den 43. und 2005 in Edmonton auf den 29. Platz.
Beim Breslau-Marathon 2005 wurde sie Zweite, und 2006 gewann sie den Hartford-Marathon. Einem zweiten Platz beim Baltimore-Marathon 2007 folgte im Jahr darauf ein siebter Platz beim Rom-Marathon.
2009 stellte sie beim Krakau-Marathon mit 2:36:29 h einen Streckenrekord auf und siegte beim Warschau-Marathon.

## Persönliche Bestzeiten
- 10.000 m: 34:59,63 min, 12. April 2008, Istanbul
- Halbmarathon: 1:14:26 h, 1. Oktober 2005, Edmonton
- Marathon: 2:34:08 h, 16. März 2008, Rom